# Ace Stream
Ace Stream, també conegut com a Torrent Stream, és el nom d'un reproductor multimèdia basat en VLC i que té compatibilitat amb el protocol BitTorrent. El programa és capaç d'emprar la tècnica televisió d'igual a igual i permetre la reproducció en temps real de televisió i vídeo. Té extensions per a Firefox i Chrome.